# София Нидерландска
Вихелмина София Мария Луиза фон Орания-Насау (на нидерландски: Sophie van Oranje-Nassau; на немски: Wilhelmina Sophie Marie Luise von Oranien-Nassau; * 8 април 1824, Хага; † 23 март 1897, Ваймар) е принцеса от Нидерландия и чрез женитба велика херцогиня на Саксония-Ваймар-Айзенах (1853 – 1897).

## Живот
Тя е единствената дъщеря на крал Вилхелм II Нидерландски (1792 – 1849) и съпругата му великата руска княгиня Анна Павловна (1795 – 1865), дъщеря на руския император Павел I и Мария Фьодоровна (принцеса София Доротея Вюртембергска). Сестра е на Вилем III (1817 – 1890), крал на Нидерландия.
София се омъжва на 8 октомври 1842 г. в Хага за братовчед си принц и по-късен велик херцог Карл Александер фон Саксония-Ваймар-Айзенах (* 24 юни 1818; † 5 януари 1901), син на велик херцог на Карл Фридрих фон Саксония-Ваймар-Айзенах (1783 – 1853) и нейната леля руската велика княгиня Мария Павловна. Той е брат на Августа (1811 – 1890), омъжена 1829 г. за крал Вилхелм I от Прусия (1797 – 1888). От 8 юли 1853 г. Карл Александер е велик херцог на Саксония-Ваймар-Айзенах.
След смъртта на най-големия ѝ син София почти се оттегля от обществения живот. Тя умира след простуда от слабо сърце на 23 март 1897 г. на 72 години във Ваймар.
- Принцеса София фон Орания-Насау, по-късна велика херцогиня на Саксония-Ваймар-Айзенах, 1870
- София Нидерландска и Карл Александер

## Деца
София и Карл Александер имат децата:
- Карл Август (1844 – 1894), наследствен велик херцог на Саксония-Ваймар-Айзенах и херцог на Саксония, женен на 26 август 1873 г. във Фридрихсхафен за принцеса Паулина фон Саксония-Ваймар-Айзенах (1852 – 1904)
- Мария Александрина (1849 – 1922), омъжена на 6 февруари 1876 г. във Ваймар за принц Хайнрих VII Ройс-Кьостриц (1825 – 1906)
- Мария Анна София Елизабет Бернхардина Ида Августа Хелена Шарлота Амалия (1851 – 1859)
- Елизабет Сибила (1854 – 1908), омъжена на 6 ноември 1886 г. във Ваймар за херцог Йохан Албрехт фон Мекленбург (1857 – 1920)